# Pels Pelsen
|  | Denne artikel er oprettet af botten PalnaBot ud fra en ekstern database. Den kan derfor have sproglige fejl eller mangler. Denne skabelon kan fjernes efter kontrol af indholdet. |

Pels Pelsen er en film instrueret af Mads Nygaard Hemmingsen.

## Handling
Franz har en pelsforretning. For at fremme salget har han kontaktet en journalist til at skrive om ham. Men ved en fejl ender Franz's billede på forsiden i stedet for en landskendt morder, der er kendt for at pelse sine ofre.